# Otto Liman von Sanders
Otto Liman von Sanders (Stolp in Pommeren, 17 februari 1855 – München, 22 augustus 1929) was een Duitse generaal die als adviseur en militair commandant in dienst was van het Ottomaanse Rijk tijdens de Eerste Wereldoorlog.

## Biografie
Zijn vader was een Joodse edelman. Net als veel andere leden van Pruisische adellijke families trad hij toe tot het leger en steeg in de rangen tot luitenant-generaal. En net als een aantal Pruisische generaals voor hem (bv. Helmuth von Moltke en Baron Colmar von der Goltz), kreeg hij de leiding over een Duitse militaire missie naar het Ottomaanse Rijk in 1913. Al bijna tachtig jaar had het Ottomaanse Rijk geprobeerd om hun leger te moderniseren langs Europese lijnen. Liman von Sanders zou de laatste Duitser zijn om deze opdracht uit te voeren.

### Eerste Wereldoorlog
Liman had weinig tijd om de verdediging te organiseren, maar hij had twee dingen in zijn voordeel: 
1. Ten eerste, het Ottomaanse 5e leger was het beste leger dat ze hadden, 84.000 goed uitgeruste soldaten in zes divisies.
2. Ten tweede, werd hij geholpen door slechte geallieerde leiders. In plaats van met hun enorme vloot een doorgang te forceren door de zeestraten naar Istanboel, kozen de Britse en Franse admiraals voor een grondoffensief om het Dardanellen-schiereiland te veroveren zodat hun slagschepen veilig tot in de Zee van Marmara konden varen.

Liman had iets meer dan een maand de tijd om alles voor te bereiden. Op 23 april 1915 bleek er een enorme Britse troepenopbouw te zijn op Kaap Helles. Een van Limans beslissingen in die tijd was het promoveren van Mustafa Kemal (later bekend als Atatürk) tot commandant van de 19e divisie. Kemals divisie redde letterlijk de dag voor de Ottomanen. Zijn troepen marcheerden op de dag van de invasie en bezette de nok lijn boven de ANZAC-landingsplaats net wanneer de ANZAC-troepen de helling op hun beurt beklommen. Kemal was zich bewust van het imminent gevaar en zorgde er persoonlijk voor dat zijn troepen de nok lijn behielden. Zijn troepen hielden stand tegen aanvallen die wel vijf opeenvolgende maanden duurden.
Van april tot november 1915 (wanneer het besluit tot evacuatie werd getroffen), moest Liman vechten tegen tal van aanvallen tegen zijn defensieve posities. De Britten probeerden een andere landing in de baai van Suvla, maar ook dit werd verhinderd door de Ottomaanse verdedigers. Het enige lichtpuntje voor de Britten in deze hele operatie was dat ze erin geslaagd waren om hun posities te evacueren zonder veel verlies.
Deze strijd was een grote overwinning voor het Ottomaanse leger en een deel van het krediet werd gegeven aan het generaalschap van Liman von Sanders.
Vroeg in 1915, was het vorige hoofd van de Duitse militaire missie tot het Ottomaanse Rijk, Baron Colmar von der Goltz aangekomen in Istanbul als militair adviseur van de (in wezen machteloze) sultan Mehmed V. De oude baron kon niet opschieten met Liman von Sanders en hield niet van de drie Pashas (Enver Pasha, Djemal Pasja en Talaat Pasja) die het Ottomaanse Rijk leidden tijdens de oorlog. De Baron stelde een aantal grote offensieven tegen de Britten voor, maar deze pogingen stelde niets voor in vergelijking met de offensieven van de geallieerden tegen de Ottomanen op drie fronten (de Dardanellen, de Kaukasus, en de pas geopende Mesopotamische voorzijde). Pasha Enver besliste dan ook om de oude Baron weg te sturen om te vechten tegen de Britten in Mesopotamië in oktober 1915, hierdoor was Liman ook bevrijd uit de greep van de Baron. (Baron Goltz overleed zes maanden later net voor het Britse leger zich had overgegeven).
In 1918, het laatste jaar van de oorlog, nam Liman von Sanders het commando over van het Ottomaanse leger in de Sinaï en de Palestina Campagne, hij nam de plaats in van Duitse generaal Erich von Falkenhayn die verslagen werd door de Britse Generaal Edmund Allenby op het einde van 1917.
Liman werd gehinderd door de aanzienlijke daling van de macht van het Ottomaanse leger. Zo waren zijn troepen enkel in staat om defensieve posities te bezetten en te wachten op een Britse aanval. Een aanval had lange tijd op zich laten wachten, maar toen generaal Allenby eindelijk zijn leger ontketende, werd het hele Ottomaanse leger vernietigd in een week van gevechten (zie de Slag bij Megiddo). Tijdens deze nederlaag werd Liman bijna gevangengenomen door Britse soldaten.

### Na afloop van de Eerste Wereldoorlog
In februari 1919, na afloop van de oorlog, werd hij gearresteerd in Malta, op basis van beschuldigingen van oorlogsmisdaden. Hij werd echter zes maanden later weer vrijgelaten. Later dat jaar trok hij zich terug uit het Duitse leger.
In 1927 publiceerde hij een boek dat hij had geschreven in gevangenschap op Malta over zijn ervaringen voor en tijdens de oorlog. Twee jaar later overleed Otto Liman von Sanders in München op 74-jarige leeftijd.

## Militaire loopbaan
- Generalleutnant: 1913[4]
- Generalmajor: 1908[4]
- Oberst: 1904[4]
- Oberstleutnant:[4]
- Major: 1891[4]
- Hauptmann: 1889[4]
- Oberleutnant:[4]
- Leutnant: 1885[4]
- Fähnrich: 13 maart 1874[4]

## Decoraties
- Pour le Mérite op 10 januari 1916[5]
  - Eikenloof
- IJzeren Kruis 1914, 1e Klasse en 2e Klasse
- IJzeren Halve Maan in 1915
- Orde van Osmanie, 1e Klasse op 24 januari 1915
- Medaille van de Orde van de Eer, 1e Klasse met Zwaarden op 10 maart 1915
- Orde van Mejidie op 12 augustus 1918